# Hiroyuki Iwaki
Hiroyuki Iwaki AO (岩城 宏之, Iwaki Hiroyuki), 6 septembre 1932 - 13 juin 2006, est un percussionniste et chef d'orchestre japonais.

## Biographie
Iwaki naît à Tokyo en 1932. Peu de temps après être entré à l'école primaire, il déménage à Kyoto en raison de l'activité professionnelle de son père. Il joue du xylophone à neuf ans et retourne à Tokyo quand il entre en cinquième année.
En mai 1945, à la suite d'un raid aérien, il est évacué à Kanazawa où vivent déjà ses parents. Après la fin de la Seconde Guerre mondiale, sa famille déménage dans la zone montagneuse de la préfecture de Gifu pour le travail du père. En 1947, il est admis à l'école secondaire de garçons de Gakushuin dont il est diplômé en 1951. Il fait une demande pour être admis au département de littérature allemande de l'Université de Tokyo mais doit y renoncer en raison d'une forte fièvre qui le saisit la veille de l'examen. Il intègre finalement le département des percussions de la faculté de musique de l'Université des arts de Tokyo qu'il quitte cependant plus tard. À cette époque, la discrimination existe en fonction de la spécialité au sein de la faculté et surtout, le département des percussions est classé parmi les groupes les plus faibles de la faculté.
Il fait ses débuts de dirigeant avec l'Orchestre symphonique de la NHK en 1956 puis est ultérieurement honoré comme chef permanent de cet orchestre. En 1977, il est le premier chef d'orchestre japonais à diriger l'Orchestre philharmonique de Vienne en remplacement de Bernard Haitink souffrant. Il dirige l'Orchestre Symphonique de Melbourne (MSO) pour la première fois lors d'une tournée en Australie en 1973 puis est nommé chef principal du MSO pour une durée record de 23 ans (1974-1997), période durant laquelle il emmène l'orchestre à deux reprises en tournées au Japon. En 1990, il est nommé chef lauréat de l'orchestre tout en restant chef principal jusqu'à sa retraite en 1997 après laquelle il demeure chef lauréat.
Il fonde l'ensemble orchestral de Kanazawa dont il est nommé premier directeur musical et où il établit le système de compositeur en résidence et s'engage à y faire jouer en première mondiale les œuvres commandées à l'ensemble. Il dirige toutes les symphonies de Ludwig van Beethoven en un seul concert au Bunka Kaikan de Tokyo de l'après-midi du 31 décembre 2004 au matin du 1er janvier 2005. L'année suivante, il joue le même programme, de mémoire, au Tokyo Metropolitan Art Space le 31 décembre 2005.
Il meurt d'une insuffisance cardiaque le 13 juin 2006 à Tokyo.

## Honneurs et distinctions
- Il est nommé membre d'honneur (AM) de l'Ordre d'Australie en 1985 pour sa contribution à la vie musicale australienne et ensuite élevé au rang d'officier honoraire (AO).
- L'Université Monash lui décerne un doctorat honorifique en droit en 1986 et en 1991 le nomme son premier membre de la Faculté des arts.
- Lauréat du 19e prix Suntory (1987)
- En 1990, il est fait officier de l'Ordre des Arts et des Lettres en France.
- En 1995, l'Australian Broadcasting Corporation nomme son studio de Southbank à Melbourne l'« auditorium Iwaki ».
- Le Japon lui décerne la médaille d'honneur avec ruban pourpre en 1996.